# Petite Forte
Petite Forte plus souvent orthographié Petit Forte est une petite communauté canadienne située sur la péninsule de Burin de l'île de Terre-Neuve dans la province de Terre-Neuve-et-Labrador.
Le traversier MV Marine Coaster III a un port à Petite Forte et dessert l’extérieur isolé de South East Bight.

## Annexe